# دیزی تیلور
دیزی تیلور (به انگلیسی: Daisy Taylor) بازیگر پورنوگرافی تراجنسیتی آمریکایی است.
او یک زن ترنس است.

## حرفه
دیزی تیلور در ماه مه سال ۱۹۹۸ در شهر لس آنجلس در کالیفرنیا متولد شد. تیلور در سال ۲۰۱۸ و در سن ۲۰ سالگی وارد صنعت پورنوگرافی گردید.
او در سال ۲۰۲۰ اولین نامزدی خود در جایزه ای‌وی‌ان را بدست آورد.